# Karol Hubicki
Karol Hubicki, herbu Sas (ur. 1812 w Knihyniczach, zm. 10 kwietnia 1881 we Lwowie) – ziemianin, powstaniec listopadowy, uczestnik spisków patriotycznych w Galicji, polityk demokratyczny potem konserwatywny, poseł na Sejm Ustawodawczy w Kromieryżu, do Sejmu Krajowego Galicji oraz austriackiej Rady Państwa.

## Życiorys
Jako student filozofii Uniwersytetu Lwowskiego walczył jako ochotnik w powstaniu 1831. Bił się w 4 pułku ułanów, ranny pod Boremelem, gdzie dostał się do niewoli. Zesłany na Kaukaz, przesłużył 2 lata jako szeregowiec, zwolniony po interwencji rządu austriackiego.
Ziemianin, właściciel od 1851 wraz z Józefem Tomankiem także Ożydowa w powiecie złoczowskim a następnie odziedziczonych dóbr Nakwasza wraz z Tylkowcami w powiecie brodzkim, W tym czasie luźno współpracował z podziemnymi polskimi organizacjami przygotowującymi powstanie w Galicji. W 1846 nie przyjął nominacji na dowódcę obwodu złoczowskiego. Aktywny politycznie w okresie Wiosny Ludów. Członek deputacji polskiej do Wiednia (kwiecień 1848). Członek Centralnej Rady Narodowej we Lwowie, należał do kierownictwa tej reprezentacji politycznej, współpracując z Wiktorem Heltmanem. Reprezentował ją m.in. na zjeździe polskim we Wrocławiu. Poseł do Sejmu Ustawodawczego w Wiedniu i Kromieryżu (10 lipca 1848 - 7 marca 1849) wybranym z okręgu wyborczego Olejów. W parlamencie należąc do lewicy należał do "Stowarzyszenia" skupiającego polskich posłów demokratycznych Dwukrotnie występował z interpelacjami w sierpniu 1848 r., a mianowicie w sprawie zniesienia żydowskiego podatku religijnego, oraz w sprawie rzekomego powolnego uzbrajania Gwardii Narodowej, We wrześniu 1848 podczas dyskusji nad zniesieniem pańszczyzny oskarżył gubernatora Franza Stadiona o manipulowanie posłami chłopskimi.
Po powrocie do Galicji zajął się początkowo sprawami swojego majątku. Był działaczem Galicyjskiego Towarzystwa Gospodarskiego we Lwowie. Podczas powstania styczniowego był w 1863 członkiem Komitetu Galicji Wschodniej i Wydziału Wykonawczego trudnił się zbrojeniem oddziałów powstańczych. Wziął udział w nieudanej wyprawie oddziału gen. Józefa Wysockiego na Radziwiłłów. Został mianowany naczelnikiem obwodu złoczowskiego. Był przeciw podporządkowaniu Komitetu Rządowi Narodowemu, lecz gdy Komitet został rozwiązany, współpracował z generałem Edmundem Różyckim i pułkownikiem Janem Stellą-Sawickim.
Współzałożyciel liberalnego "Dziennika Polskiego" we Lwowie. Poseł do Sejmu Krajowego Galicji I kadencji (15 kwietnia 1861 - 31 grudnia 1866) i II kadencji (18 lutego 1867 - 13 listopada 1869) obierany z kurii wielkiej własności w Złoczowie. W Sejmie, związany z A. Sapiehą zasiadał w kilku komisjach, zabierał głos w sprawach serwitutowych, propinacyjnych, szkolnych, gdzie wypowiadał się w duchu konserwatywnym.
Był posłem do austriackiej Rady Państwa I kadencji (2 maja 1861 - 20 września 1865) i II kadencji (22 października 1868 - 15 września 1869). Wybierany był jako delegat z kurii I wirylistów i większej własności. Na drugą kadencję wybrany po rezygnacji Michała Gnoińskiego który ustąpił wraz z innymi 16 deputowanymi na znak protestu przeciwko nieprzyjęciu zaproponowanej przez nich rezolucji galicyjskiej. W Radzie Państwa należał do frakcji posłów konserwatywnych Koła Polskiego w Wiedniu. Był wówczas przeciwnikiem polityki Floriana Ziemiałkowskiego.
Od 1870 nie udzielał się politycznie.

## Rodzina
Urodził się w rodzinie ziemiańskiej. Był synem właściciela dóbr Niekwasza (pow. złoczowski) Dionizego i Julii z Garwolińskich. Jego bratem był były student uniwersytetu we Lwowie Henryk Hubicki który był austriackim więźniem stanu i zmarł 19 lutego 1847 w twierdzy Spielberg (Špilberk) na Morawach. W 1849 ożenił się z Anielą z Sierakowskich, córkę Władysława Sierakowskiego, z którą miał córkę Anielę, żonę Władysława Gniewosza (1847-1924).